# Franciszek Ludwik Henckel von Donnersmarck
Franciszek Ludwik Henckel von Donnersmarck (ur. 18 stycznia 1721 w Klisinie, zm. 7 maja 1768 w Halembie), baron i hrabia cesarstwa, pan Bytomia.

## Rodzice
Był drugim synem Karola Józefa Erdmanna i Marii Józefy von Brunetti.

## Życie i działalność
Na podstawie reskryptu królewskiego z 2 sierpnia 1746 odzyskał skonfiskowane ojcu dobra. Wkrótce potem kupił podtarnogórski folwark „Dorota” przemianowany na Carlshof (Dwór Karola); dziś Karłuszowiec, część Tarnowskich Gór). Zakup ten prawdopodobnie został wymuszony utratą bytomskiego ratusza, dotychczasowej siedziby bytomskich Hencklów. W przebudowanym pałacu znalazł się zarząd ich majątków. W 1750 Franciszek Ludwik ufundował dla kościoła w Radzionkowie ołtarz ku czci św. Jana Nepomucena. Kilka lat później wraz z żoną ufundowali część wyposażenia świątyni. W 1756 zawarł z hr. Karolem Erdmannem Henckel von Donnersmarckiem z Świerklańca umowę o wydobyciu galmanu i kruszców.

## Rodzina
Był żonaty z hrabianką Leopoldyną von Sobeck und Kornitz z Koszęcina. Nie pozostawili potomstwa. Został pochowany zapewne w krypcie bytomskiego kościoła minorytów. W 1827 szczątki jego zostały pochowane we wspólnej trumnie w krypcie kościoła NMP.

## Najważniejsza literatura
- A. Kuzio-Podrucki, Henckel von Donnersmarckowie. Kariera i fortuna rodu, Bytom 2003
- J. Drabina, Historia Bytomia 1254-2000, Bytom 2000
- Historia Tarnowskich Gór, p.red. J.Drabiny, Tarnowskie Góry 2000
- Bytomski Słownik Biograficzny, p.red. J.Drabiny, Bytom 204